# Itabaiana (kommun i Brasilien, Sergipe)
Itabaiana är en kommun i Brasilien.   Den ligger i delstaten Sergipe, i den östra delen av landet, 1 300 km nordost om huvudstaden Brasília. Antalet invånare är 86 981.
Följande samhällen finns i Itabaiana:
- Itabaiana

Omgivningarna runt Itabaiana är huvudsakligen savann. Runt Itabaiana är det ganska tätbefolkat, med 139 invånare per kvadratkilometer.